# De opvolger
De opvolger is een historische thriller uit 2007, geschreven door Alex van Galen. Het manuscript werd voor een ongewoon hoog bedrag verkocht na een veiling tussen meerdere uitgevers. De opvolger is een internationale thriller over twee liefdesverhalen tegen de achtergrond van een zoektocht naar een relikwie van Karel de Grote: de Heilige Lans.
De rechten van De opvolger werden al vóór publicatie verkocht aan de Amerikaanse financieringsgroep rond Rebel Film van regisseur Roel Reiné. Ondanks plannen om in 2008 de bioscopen te halen, heeft de verfilming uiteindelijk niet plaatsgevonden.

## Verhaal
In 1945 wordt een Nederlandse pater in Neurenberg door een gevangene gewaarschuwd dat een eeuwenoud relikwie van Karel de Grote in handen van de nazi’s dreigt te vallen. Zestig jaar na het einde van de oorlog wordt de oude pater opeens vermoord. De wetenschapper Daniel de Ruyter krijgt een dag na het misdrijf een vreemd notitieboekje in handen. Hebben de moord en de inhoud van het boekje iets met elkaar te maken? Al snel ontdekt Daniel dat de bezitter van het boekje zijn leven niet zeker is. Als hij onterecht wordt beschuldigd van moord op zijn mentor, professor Huydenkooper, wordt duidelijk dat hij het moet opnemen tegen een onzichtbare maar oppermachtige vijand.
De enige die Daniel vertrouwt is zijn jeugdliefde Eva, de dochter van Huydenkooper, die na jaren opeens weer voor zijn neus staat. Tijdens een bloedstollende zoektocht naar het geheim van de oude monnik doen Daniel en Eva verbijsterende ontdekkingen over de verborgen geschiedenis van Europa. Ook zal blijken of de gevoelens die ze nog steeds voor elkaar hebben een kans krijgen in het heetst van de strijd.
De opvolger is een internationale thriller waarin mythologie, opera’s van Wagner, eeuwenoude kroningsrituelen en de laatste dagen van het Derde Rijk een prominente rol spelen. Ook nazileider Heinrich Himmler speelt een rol in het boek. Het verhaal voert de lezer in een hoog tempo langs locaties in Europa waarop de geschiedenis haar stempel heeft gedrukt.

## Verfilming
De filmrechten werden verkocht aan de financiers rond Rebel Film van de regisseur Roel Reiné. De verfilming, die oorspronkelijk in 2008 zou uitkomen, maar 
Over de productie is nog weinig bekend. Alex van Galen heeft wel aangegeven dat de filmploeg zal bestaan uit Duitse, Nederlandse en Engelse acteurs.

## Totstandkoming
Over de totstandkoming van De opvolger en zijn verdere werk als auteur schrijft Alex van Galen een veelgelezen weblog op crimezone.nl, een bekende thrillersite.